# Biggleswade Town F.C.
Biggleswade Town F.C. là một câu lạc bộ bóng đá Anh tọa lạc ở Biggleswade, Bedfordshire. Hiện tại họ là thành viên của Premier Division thuộc Southern League và thi đấu trên sân nhà Carlsberg Stadium.

## Lịch sử
CLB được thành lập năm 1874 với tên gọi Biggleswade. Đầu tiên CLB chơi ở Fairfield, dùng chung với CLB cricket địa phương, chỉ thi đấu các trận giao hữu và cup cho đến cuối những năm 1890. Năm 1902 họ là thành viên sáng lập của Biggleswade and District League, và là nhà vô địch đầu tiên, cũng như vô địch Bedfordshire Senior Cup trong năm đó. CLB tiếp tục vô địch 2 lần nữa trước khi Thế chiến thứ I xảy ra, và cũng thi đấu ở Bedford & District League từ năm 1909 đến năm 1912.
Năm 1920, CLB gia nhập Northamptonshire League, sau này năm 1934 trở thành United Counties League, và vô địch Bedfordshire Premier Cup ở mùa giải 1922–23 và 1927–28. Sau Thế chiến thứ II CLB mang tên như hiện tại và gia nhập Spartan League năm 1945. Họ trở lại UCL năm 1951, trước khi chuyển sang Eastern Counties League năm 1955. Trong suốt thời gian ở ECL họ đã lập kỉ lục trận thắng đậm nhất trên sân khách với chiến thắng 12–0 trước Newmarket Town. Năm 1963, đội bóng trở lại UCL vì chi phí di chuyển tăng. Mùa giải 1975–76 họ xếp cuối bảng ở Premier Division và bị xuống hạng.
Năm 1980, họ gia nhập Premier Division của South Midlands League. Đội bóng bị xuống hạng Division One năm 1983, nhưng thăng hạng trở lại Premier Division năm 1987. Khi Spartan League và South Midlands League hợp nhất thành Spartan South Midlands League năm 1997 CLB được xếp vào Premier Division North. Mùa giải sau đó họ được xếp vào Senior Division, sau khi xếp thứ 5 chung cuộc thì được thăng hạng Premier Division.
Năm 2006 CLB rời Fairfield Road và sân chung với Bedford United & Valerio, và một sân vận động mới được xây dựng ở Langford Road, có tên là Carlsberg Stadium. Mùa giải 2007–08 họ vô địch Bedfordshire Premier Cup lần thứ 3, đánh bại Luton Town 3–2 trong trận chung kết. Mùa tiếp theo họ giành danh hiệu vô địch, thăng hạng Division One Midlands của Southern League.
Đến mùa giải 2012–13, CLB thành lập một đội dự bị dưới cái tên " AFC Biggleswade & Academy ", bắt đầu thi đấu ở Bedfordshire County Football League Premier Division.
Mùa giải 2012–13 chứng kiến The Waders kết thúc ở vị trí thứ 4 và giành một suất đá play-off, đánh bại Rugby Town 3-1 để thăng hạng lên Evo-Stik Southern League Premier.

## Sân vận động
Carlsberg Stadium mở cửa từ đầu mùa giải 2008–09, có sức chứa 3,000 người, và một khán đài 300 chỗ ngồi. Sân vận động cũng trang bị thêm 6 cột dàn đèn. Carlsberg Stadium nằm ở vùng ngoại ô của Biggleswade tại Langford Road. Cửa quay ở sân từng được dùng cho sân Bramall Lane của Sheffield United. Trận đấu đầu tiên diễn ra ở đây vào ngày 13 tháng 8 năm 2008 giữa Biggleswade Town và Hertford Town, với chiến thắng 1–0 của đội nhà.

## Đội hình hiện tại
Tính đến 18 tháng 11 năm 2013
Ghi chú: Quốc kỳ chỉ đội tuyển quốc gia được xác định rõ trong điều lệ tư cách FIFA. Các cầu thủ có thể giữ hơn một quốc tịch ngoài FIFA.
| Số | VT | Quốc gia | Cầu thủ                    |
| -- | -- | -------- | -------------------------- |
| —  | TM | Anh      | Ian Brown                  |
| —  | TM | Anh      | Alexander Taylor           |
| —  | HV | Anh      | Mark Coulson               |
| —  | HV | Anh      | Ross Dedman                |
| —  | HV | Anh      | Steven Gentle (đội trưởng) |
| —  | HV | Anh      | Daniel Harper              |
| —  | HV | Anh      | Andrew Iwediuno            |
| —  | HV | Anh      | Cameron Mawer              |
| —  | HV | Anh      | Max York                   |
| —  | TV | Anh      | Lee Allinson               |
| —  | HV | Anh      | George Bates               |

| Số | VT | Quốc gia         | Cầu thủ        |
| -- | -- | ---------------- | -------------- |
| —  | TV | Anh              | Craig Daniel   |
| —  | TV | Anh              | Evan Key       |
| —  | TV | Anh              | Callum Lewis   |
| —  | TV | Anh              | Lee Reed       |
| —  | TV | Cộng hòa Ireland | George Smith   |
| —  | TV | Anh              | Alex Witham    |
| —  | TV | Anh              | Jonathan Woolf |
| —  | TĐ | Ghana            | Shabazz Baidoo |
| —  | TĐ | Anh              | Brett Donnelly |
| —  | TĐ | Anh              | Harry Orr      |
| —  | TĐ | Anh              | Sam Reed       |

## Nhân viên quản lý và huấn luyện
- HLV: Chris Nunn
- Trợ lý HLV: Joe Gatti
- HLV thể lực: Craig Rydeheard
- HLV thủ môn: Scott Addy
- Nhà trị liệu thể thao: Nikki Baker, Peter Prince

## Các danh hiệu
- United Counties League
  - Vô địch Premier Division Cup 1973–74
  - Vô địch Division One Cup 1963–64, 1979–80
- South Midlands League
  - Vô địch Premier Division Cup 1991–92
  - Vô địch League Challenge Trophy 1992–93
  - Vô địch Floodlit Cup 1995–96, 2002–03
- Spartan South Midlands League
  - Vô địch Premier Division 2008–09
- Biggleswade & District League
  - Vô địch 1902–03
- Bedfordshire Premier Cup
  - Vô địch 1922–23, 1927–28, 2007–08
- Bedfordshire Senior Cup
  - Vô địch 1902–03, 1907–08, 1946–47, 1950–51, 1961–62, 1962–63, 1966–67, 1973–74
- Huntingdonshire Premier Cup
  - Vô địch 1992–93, 1993–94, 1997–98, 2000–01, 2002–03